# Perigea albistriata
Perigea albistriata är en fjärilsart som beskrevs av George Francis Hampson 1910. Perigea albistriata ingår i släktet Perigea och familjen nattflyn. Inga underarter finns listade i Catalogue of Life.